# Kumhausen
Kumhausen ist eine Gemeinde im niederbayerischen Landkreis Landshut.

## Geografie

### Geografische Lage
Die Gemeinde liegt unmittelbar südlich der Stadt Landshut, an dessen Stadtgebiet sich die Gemeinde nahtlos anschließt. Somit stellt Kumhausen eine Trabantengemeinde zum benachbarten Landshut dar.

### Gemeindegliederung
Es gibt 49 Gemeindeteile:
- Allkofen
- Allmannsdorf
- Altenbach
- Berndorf
- Dettenkofen
- Eck an der Straß
- Eichet
- Eierkam
- Gammel
- Götzdorf
- Grammelkam
- Grillberg
- Hachelstuhl
- Hausberg
- Herbersdorf
- Hillersbach
- Höhenberg
- Hohenegglkofen
- Kammer
- Kumberg
- Kumhausen
- Mantelkam
- Narrenstetten
- Niederkam
- Oberdessing
- Oberfimbach
- Obergangkofen
- Obergrub
- Oberhöfen
- Oberschönbach
- Preisenberg
- Rammelkam
- Rastorf
- Ried
- Ried an der Straße
- Roßberg
- Seitenberg
- Siegerstetten
- Stadel
- Straßgrub
- Unterdessing
- Untergangkofen
- Untergrub
- Unterhöfen
- Urlasbühl
- Vogen
- Walpersdorf
- Weihbüchl
- Windten

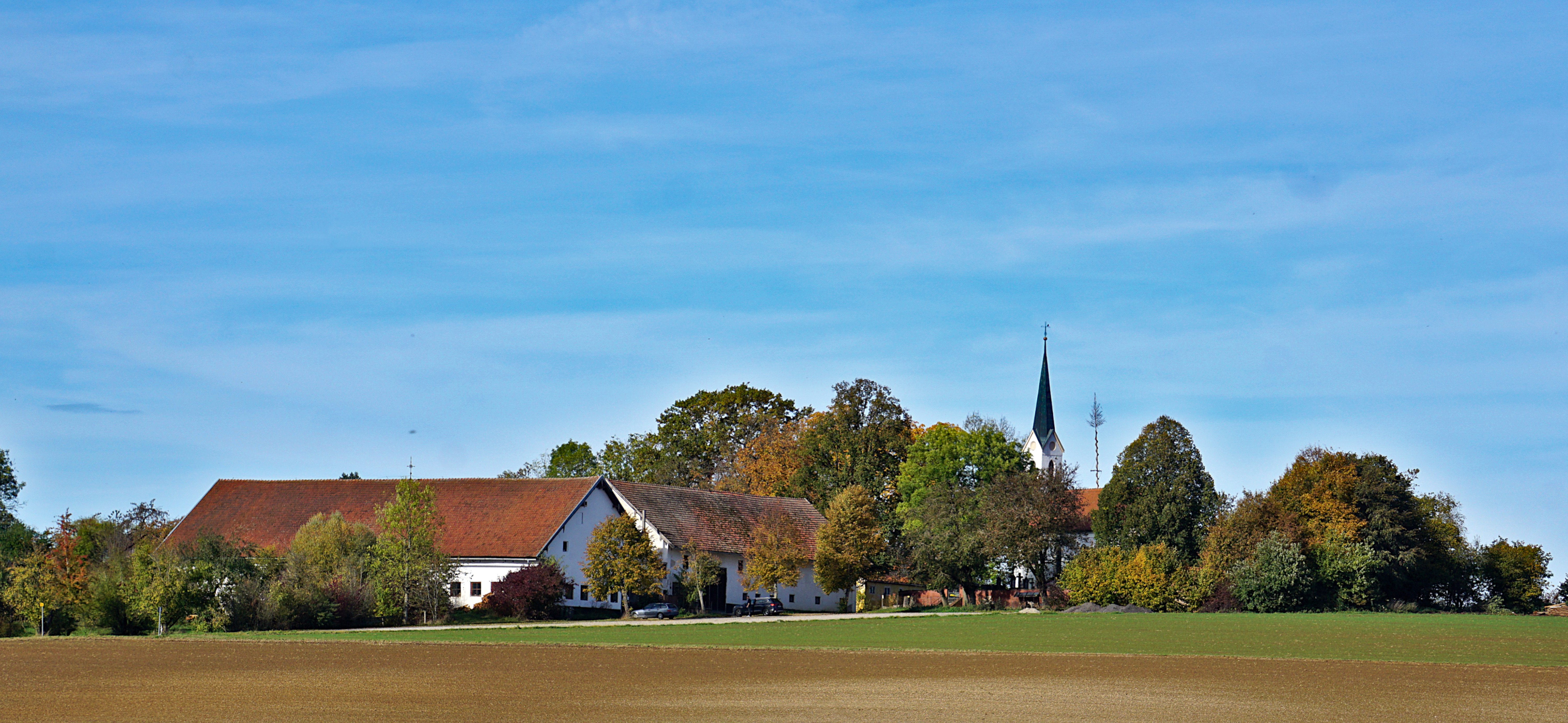
Gemeindeteil Weihbüchl

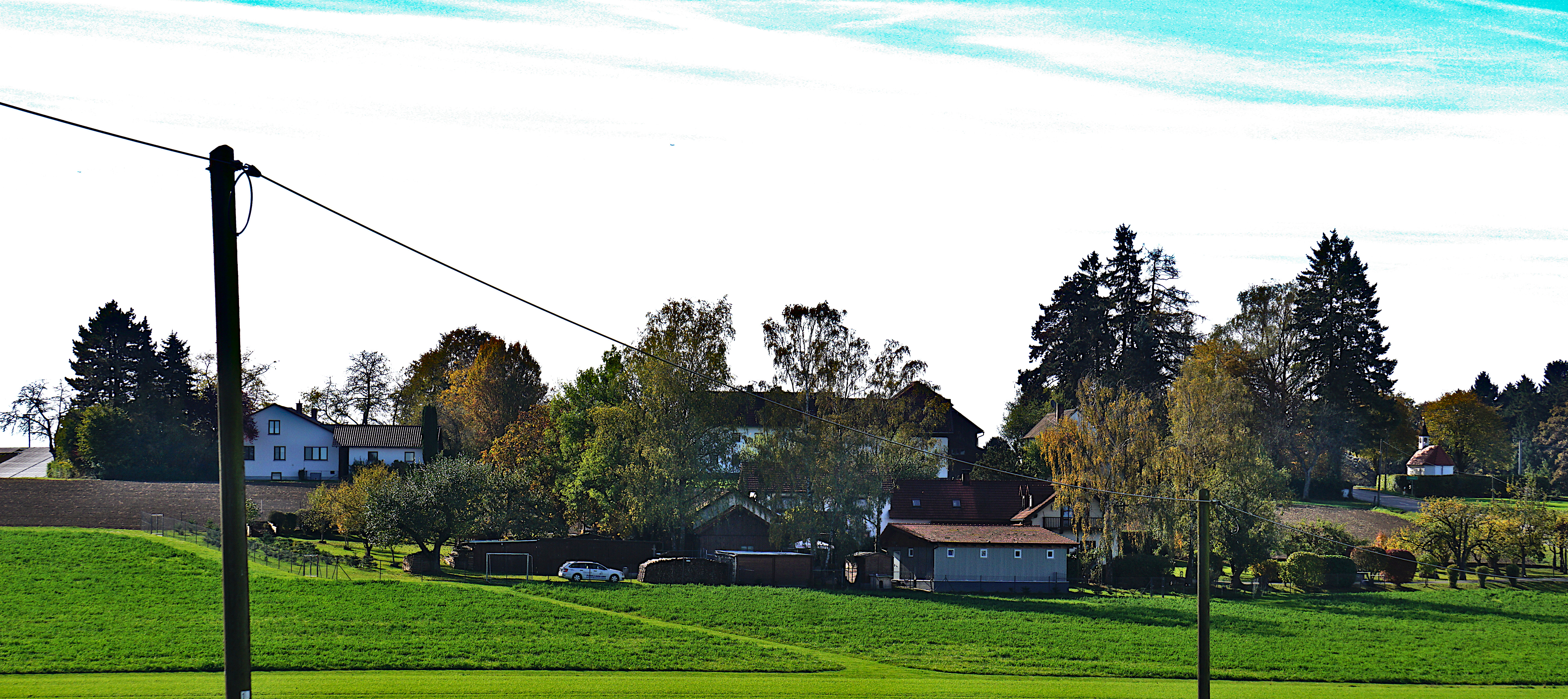
Gemeindeteil Eichet

Es gibt die Gemarkungen Götzdorf, Hohenegglkofen, Niederkam, Obergangkofen und Windten.

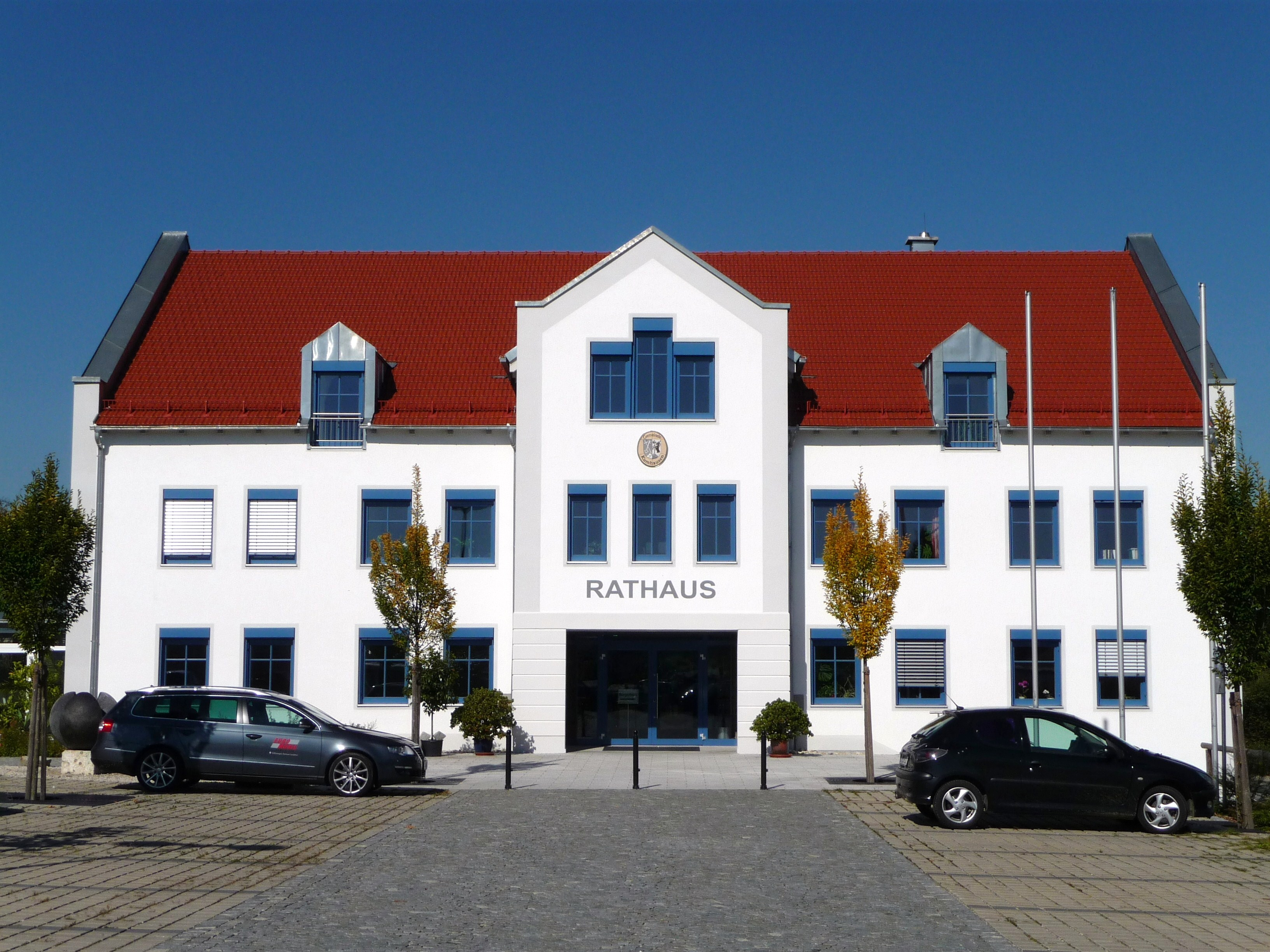
Das Rathaus von Kumhausen

## Geschichte

### Bis zur Gründung der Vorläufergemeinden
Bei Eisenbahnbauarbeiten wurden Spuren 3000 Jahre alter Keltensiedlungen entdeckt.
„Chughenhusen“ wird zwischen 1161 und 1171 in den Traditionen des Kollegiatstifts Moosburg erstmals erwähnt. Der Name bedeutet vermutlich „Haus des Cogo“. Über „Kugenhusen“ und „Kugnhausn“ entwickelte sich der Ortsname bis 1819 zu „Kumhausen“. Auch die übrigen Ortsnamen des Gemeindegebietes sind fast alle aus Personennamen hergeleitet. Als älteste Kirche wurde 842 die von Preisenberg erwähnt. Die Pfarrkirche Grammelkam, die späteren Pfarrkirchen von Hohenegglkofen und Obergangkofen sowie die Filialkirche Götzdorf wurden 1315 erstmals genannt. Der Hof Kumhausen unterstand im 13. Jahrhundert dem Schergenamt Helmsdorf. 1338 finden sich je ein Hof in „Kugenhausen“, „Kugenperg“, „Chupfmül“, „Preisenperg“ und „Romelkeim“ im Besitz der wittelsbacher Herzöge, dem „Ambt Herding“ zugehörig. Das Gemeindegebiet war fast ausschließlich landwirtschaftlich geprägt. Nur in Kumhausen wurden seit dem 15. Jahrhundert Ziegelsteine gebrannt. Der städtische Ziegelmeister von Landshut bezahlte laut Rechnungsbüchern wiederholt Geld für Ziegelsteine zum Bau der Martinskirche aus den „Ziegelstädten zu Perg und Kumhausen“.
Kumhausen gehörte zum Rentamt Landshut und zum Landgericht Erding des Kurfürstentums Bayern. Der heutige Gemeindeteil Obergangkofen bildete eine Hofmark die zuletzt den Freiherren v. Edlmar und anschließend den Walser von Syrenburg gehörte. Hohenegglkofen lag im Landgericht Teisbach. Mit den Gemeindeedikten von 1808 und 1818 entstanden mehrere politische Gemeinden auf dem heutigen Gemeindegebiet. Der Ort Kumhausen gehörte dabei der Gemeinde Niederkam an.

### Religionen
Die Gemeindeangehörigen sind mehrheitlich katholisch. Für das Gemeindegebiet besteht der Pfarrverband Kumhausen, der dem Dekanat Landshut der Erzdiözese München und Freising angehört. Eine weitere Vereinigung mit der benachbarten Pfarrei St. Margaret-Achdorf, Dekanat Landshut erzbischöflichen Anteils, wurde nach etwas über ein Jahr dauerndem Vorlauf zum 1. Mai 2014 mit der Gründung des „Pfarrverbandes Achdorf-Kumhausen“ formell vollzogen. Pfarrer ist Alexander Blei. Die Umgruppierung ins Dekanat Landshut ist ebenfalls vorgesehen.
Die einzelnen Pfarreien sind St. Petrus in Grammelkam, St. Ulrich in Obergangkofen und St. Johannes Baptist in Hohenegglkofen. Grammelkam hat Filialen in Preisenberg und Rammelkam; dem Pfarrsprengel gehören der Hauptort Kumhausen und der ehemalige Hauptort Niederkam an. Obergangkofen hat eine Filiale in der ehemaligen Gemeinde Götzdorf, Hohenegglkofen in Weihbüchl sowie in dem zur Gemeinde Adlkofen (deren erzbischöflichen Anteil ausmachend) gehörenden Jenkofen. 

### Eingemeindungen
Im Zuge der Gebietsreform in Bayern entstand am 1. Januar 1971 die heutige Gemeinde Kumhausen durch den Zusammenschluss der Gemeinden Götzdorf, Niederkam, Obergangkofen und Windten. Eher unüblicherweise wurde ein völlig neuer Gemeindesitz gewählt: das durch die Erweiterung des benachbarten Landshut, in das es nahtlos übergeht, stark angewachsene Kumhausen. Am 1. Januar 1972 kam ein Teil der aufgelösten Gemeinde Hohenegglkofen hinzu. Im selben Jahr wurden Teile der ehemaligen Gemeinden Niederkam, Götzdorf und Hohenegglkofen an die Stadt Landshut abgegeben.

### Einwohner
Gemäß Bayerischem Landesamt für Statistik  haben sich die Einwohnerzahlen jeweils zum 31. Dezember eines Jahres wie folgt entwickelt:
| Stand | Einwohner |
| ----- | --------- |
| 1960  | 1808      |
| 1970  | 2411      |
| 1980  | 3243      |
| 1990  | 3574      |
| 1995  | 3812      |
| 2000  | 4356      |
| 2005  | 4745      |

| Stand | Einwohner |
| ----- | --------- |
| 2006  | 4827      |
| 2007  | 4953      |
| 2008  | 4952      |
| 2009  | 4932      |
| 2010  | 5161      |
| 2011  | 5106      |
| 2012  | 5200      |

| Stand | Einwohner |
| ----- | --------- |
| 2013  | 5245      |
| 2014  | 5330      |
| 2015  | 5351      |
| 2016  | 5351      |
| 2017  | 5419      |
| 2018  | 5421      |

Seit 1972, dem Jahr der Gemeindereform, hat sich die Einwohnerzahl bis 2015 um 2578 Personen erhöht. Das entspricht einem Wachstum von 92,97 Prozent. In den letzten zehn (fünf) Jahren wuchs die Einwohnerzahl um 10,86 (4,80) Prozent.
| Alter         | Einwohner nach Alter |
| ------------- | -------------------- |
| jünger als 18 | 21,0 %               |
| 18 bis 29     | 12,3 %               |
| 30 bis 49     | 32,7 %               |
| 50 bis 64     | 19,3 %               |
| älter als 65  | 14,7 %               |

## Politik und Öffentliche Verwaltung
Acht Monate nach Kriegsende fanden am 27. Januar 1946 die ersten Gemeinderatswahlen in den kreisangehörigen Gemeinden Bayerns statt. In den Monaten April und Mai 1946 folgten dann noch die ersten Wahlen der Bürgermeister, Landräte sowie Kreistage. 2006 wurde das 60-jährige Jubiläum begangen.
Die Gemeindesteuereinnahmen betrugen im Jahr 2020 umgerechnet 11,82 Mio. Euro, davon betrugen die Gewerbesteuereinnahmen (netto) umgerechnet 6,98 Mio. Euro.
Mitgliedschaften in Zweckverbänden:
- Regionaler Planungsverband Landshut
- Schulverband Geisenhausen
- Schulverband Kronwinkl
- Zweckverband Kommunale Verkehrsüberwachung Südostbayern
- Zweckverband Wasserversorgung Isar-Vils

Außerdem nimmt sie teil am Dialogforum Ost-Süd-Umfahrung Landshut.
Die Gemeindeverwaltung erbringt 304 verschiedene behördliche Leistungen.

### Gemeinderat
Die Gemeinderatswahlen seit 2008 ergaben folgende Stimmenanteile und Sitzverteilungen:
| Partei/Liste             | 2020  | 2020  | 2014  | 2014  | 2008 | 2008  |
| Partei/Liste             | %     | Sitze | %     | Sitze | %    | Sitze |
| ------------------------ | ----- | ----- | ----- | ----- | ---- | ----- |
| Freie Wähler             | 49,22 | 10    | 37,09 | 7     | 34,2 | 5     |
| CSU                      | 23,54 | 5     | 33,33 | 7     | 42,9 | 7     |
| Grüne                    | 23,22 | 4     | 20,23 | 4     | 22,9 | 4     |
| FDP                      | 04,03 | 1     | –     | –     | –    | –     |
| SPD/Bürger für Kumhausen | –     | –     | 09,34 | 2     | –    | –     |
| Gesamt                   | 100   | 20    | 100   | 20    | 100  | 16    |
| Wahlbeteiligung (in %)   | 60,26 | 60,26 | 55,15 | 55,15 | 59,5 | 59,5  |

### Bürgermeister
Erster Bürgermeister ist Thomas Huber (Freie Wähler). Er wurde im Mai 2012 Nachfolger von Josef Nagl (CSU).
Aktuelle und ehemalige Bürgermeister
| Amtszeit  | Bürgermeister     |
| --------- | ----------------- |
| 1971–1988 | Hans Fürst        |
| 1988–2000 | Friedrich Schneck |
| 2000–2012 | Josef Nagl        |
| seit 2012 | Thomas Huber      |

### Wappen
| Wappen Gde. Kumhausen | Blasonierung: „Über von Silber und Blau gespaltenem Fünfberg gespalten von Blau und Silber; vorne schräg gekreuzt ein silberner Kreuzstab und ein silberner Schlüssel, hinten ein schwarzer Bocksrumpf, der in den Vorderfüßen eine schwarze Hellebarde hält.“ |
| Wappen Gde. Kumhausen | Wappenbegründung: Der Fünfberg im Schildfuß erinnert an die Bildung der Gemeinde Kumhausen aus den fünf ehemals selbstständigen Gemeinden Niederkam, Windten, Obergangkofen, Götzdorf und Hohenegglkofen im Zuge der kommunalen Gebietsreform 1971/72. Der Bocksrumpf mit der Hellebarde entstammt dem Wappen der von Walser, seit 1792 Inhaber der Hofmark Obergangkofen (ab 1813/20 Orts- bzw. Patrimonialgericht), zu der ein Teil des heutigen Gemeindegebiets gehörte. Dieses Emblem verweist damit stellvertretend auf die historische Zugehörigkeit weiterer Orte der Gemeinde zur Adelshofmark Windten. Der Kreuzstab, Attribut des heiligen Johannes, ist aus dem Gemeindewappen der ehemaligen Gemeinde Hohenegglkofen übernommen und repräsentiert das Patrozinium der dortigen Pfarrkirche. Der Schlüssel weist als Attribut des heiligen Petrus auf den Patron der Pfarrei Grammelkam hin. Die Tingierung in den wittelsbachischen Landesfarben Silber und Blau unterstreicht die Tatsache, dass ein Großteil des Gemeindegebiets unmittelbar den landesherrlichen Gerichten Erding, Geisenhausen und Teisbach unterstand. Dieses Wappen wird seit 1980. geführt. |

### Gemeindepartnerschaft
- Polen: Seit 2003 besteht Kontakt mit der polnischen Gemeinde Tworóg in Schlesien. Der Gemeinderat beschloss in seiner Sitzung vom 13. April 2004 die Partnerschaftserklärung, welche am 1. Mai 2004 von den Bürgermeistern Josef Nagl und Andrzej Ecler unterzeichnet wurde. Ende September 2006 wurde der Partnerschaftsverein Kumhausen-Tworóg gegründet.
- Italien: Am 4. Oktober 2014 wurde in Kumhausen der Partnerschaftsvertrag mit der in den Marken gelegenen italienischen Stadt Monteprandone (Provinz Ascoli Piceno) durch die Bürgermeister Thomas Huber und Stefano Stracci unterzeichnet. Von Kumhausener Seite betreut und organisiert die Arbeitsgruppe "Amici di Monteprandone" die deutsch-italienische Städtepartnerschaft.

## Kultur und Sehenswürdigkeiten
- Pfarrkirche St. Petrus in Grammelkam
- Pfarrkirche St. Johann Baptist in Hohenegglkofen
- Pfarrkirche St. Ulrich in Obergangkofen
- Filialkirche St. Laurentius in Berndorf
- Filialkirche Mariä Himmelfahrt in Götzdorf
- Filialkirche Mariä Himmelfahrt in Preisenberg
- Filialkirche St. Vitus in Rammelkam
- Filialkirche St. Benedikt in Weihbüchl
- Nebenkirche St. Pankratius in Herbersdorf
- Kapelle in Mantelkam
- Reidel-Kapelle in Obergangkofen

## Wirtschaft und Infrastruktur
2020 gab es nach der amtlichen Statistik im Bereich Handel und Verkehr 202 sozialversicherungspflichtig Beschäftigte am Arbeitsort. In sonstigen Wirtschaftsbereichen waren am Arbeitsort 422 Personen sozialversicherungspflichtig beschäftigt. Sozialversicherungspflichtig Beschäftigte am Wohnort gab es insgesamt 2330. Im verarbeitenden Gewerbe gab es keine, im Bauhauptgewerbe vier Betriebe.
In Folge einer entsprechenden Bewertung der Wirtschaftskraft der Gemeinde Kumhausen sind die Schlüsselzuweisungen von 109.240 Euro im Jahr 2019 auf 0 Euro für das Jahr 2020 zurückgegangen.
| Zuweisungen an     | Jahr    | Jahr    | Jahr    | Jahr    | Jahr    | Jahr |
| Zuweisungen an     | 2015    | 2016    | 2017    | 2018    | 2019    | 2020 |
| ------------------ | ------- | ------- | ------- | ------- | ------- | ---- |
| Gemeinde Kumhausen | 454.760 | 487.992 | 348.472 | 238.208 | 109.240 | 0    |

### Land- und Forstwirtschaft
2016 gab es nach der amtlichen Statistik im Bereich der Land- und Forstwirtschaft unbekannt viele sozialversicherungspflichtig Beschäftigte am Arbeitsort. Im Jahr 2016 bestanden 64 landwirtschaftliche Betriebe mit einer landwirtschaftlich genutzten Fläche von 2966 ha, davon waren 2773 ha Ackerfläche.

### Breitbandausbau
Im Rahmen der Richtlinie zur Förderung des Aufbaus von Hochgeschwindigkeitsnetzen im Freistaat Bayern vom 10. Juli 2014 steht den Gemeinden ein Förderbetrag von mindestens 500.000 Euro und maximal 950.000 Euro zur Verfügung; für Kumhausen beträgt dieser 860.000 Euro. Im September 2015 schlossen die Gemeinden Adlkofen und Kumhausen eine Kooperationsvereinbarung zum Breitbandausbau. Damit ist die Inanspruchnahme von zusätzlichen 50.000 Euro Fördermitteln möglich.

### Wohnen und Bauen
In jüngerer Zeit erfuhr vor allem Preisenberg eine starke Erweiterung.
| Gemeindeteil   | Wohnbauflächen ausgewiesene Baugebiete | unbeplanter Innenbereich | ausgewiesene gewerbliche Bauflächen | Ackerland |
| -------------- | -------------------------------------- | ------------------------ | ----------------------------------- | --------- |
| Kumhausen      | 270 €                                  | 270 €                    |                                     | 7 €       |
| Preisenberg    | 220 €                                  | 220 €                    | 70 €                                | 7 €       |
| Eierkam        | 205 €                                  | 205 €                    |                                     | 7 €       |
| Obergangkofen  | 145 €                                  | 145 €                    |                                     | 7 €       |
| Grammelkam     | 140 €                                  | 110 €                    |                                     | 7 €       |
| Hachelstuhl    |                                        | 100 €                    |                                     | 7 €       |
| Götzdorf       |                                        | 100 €                    |                                     | 7 €       |
| Hohenegglkofen | 110 €                                  | 110 €                    |                                     | 7 €       |
| Windten        |                                        | 100 €                    |                                     | 7 €       |
| Niederkam      |                                        | 110 €                    |                                     | 7 €       |
| Mantelkam      |                                        | 80 €                     |                                     | 7 €       |
| Untergangkofen |                                        | 80 €                     |                                     | 7 €       |

### Energie
Mit Stand Februar 2014 lag der Stromverbrauch in Kumhausen bei etwa 34.787 MWh/Jahr. Dem stehen etwa 8.264 MWh/Jahr auf dem Gebiet der Gemeinde produzierten Stromes aus regenerativen Energiequellen (erfasst über das EEG – Erneuerbare Energien Gesetz) gegenüber. Damit liegt der Anteil an Strom aus erneuerbaren Energien bei 24 % (Zum Vergleich: Im Landkreis Landshut beträgt dieser Anteil 43 %). Der größte Zubau fand in den Jahren 2009 bis 2012 statt.

#### Biomasse
Auf dem Gebiet der Gemeinde Kumhausen gibt es keine Biomasseanlagen.

#### Photovoltaik
Fast 8264 MWh/Jahr Solarstrom werden auf dem Gebiet der Gemeinde mit 301 Anlagen auf Dächern von privaten wie gewerblich oder landwirtschaftlich genutzten Gebäuden produziert. Die installierte elektrische Leistung beträgt knapp 8 MWpeak.

#### Windkraft
Potenzial für die Errichtung von Windkraftanlagen ist vorhanden. Mit Bescheid vom 13. Januar 2014 wurde von der Regierung von Niederbayern die Sechste Verordnung zur Änderung des Regionalplans Landshut für verbindlich erklärt, die die Verfügbarkeit von Flächen für die Windkraft regelt. Diese sieht ein Vorranggebiet aber keine Vorbehaltsgebiete für Kumhausen vor. Vorranggebiet für Windkraft ist demnach WK 52 Untergangkofen.
Auf dem Gebiet der Gemeinde Kumhausen wurde im Juni 2015 mit der Errichtung einer Windkraftanlage begonnen. Sie hat eine Nabenhöhe von 137 Metern (Rotordurchmesser 126 Meter) und soll Elektrizität an die Stadtwerke Landshut liefern. Es handelt sich um ein Gemeinschaftsprojekt der Stadt Landshut und dem Landkreis Landshut. Die Investitionskosten betragen 5,5 Millionen Euro. Mit einem prognostizierten Ertrag zwischen 6,6 und 7 Millionen Kilowattstunden können zirka 2000 Haushalte mit Strom versorgt werden. Die Anlage steht bei Weihbüchl und ist 20 Meter entfernt von der Grenze zur Stadt Landshut. Für die Aufnahme des Probebetriebs wurde der 9. September 2015 vorgesehen.
Es gibt eine Bürgerinitiative gegen Windkraftanlagen.

#### Wasserkraft
In der Gemeinde gibt es keine Wasserkraftanlagen.

### Verkehr
Durch Kumhausen führt die Bundesstraße 15, welche auf dem Teilstück Landshut mit Rosenheim verbindet, und die Bundesstraße 299 von Landshut nach Altötting, die das Gemeindegebiet östlich des Ortes Kumhausen durchquert. Außerdem verläuft die Bahnstrecke Neumarkt-Sankt Veit–Landshut durch den Ort, von der sich allerdings seit der Stilllegung der Haltestelle Götzdorf kein Haltepunkt mehr innerhalb des Gemeindegebiets befindet. Die nächstgelegene Zusteigemöglichkeit stellt Landshut (Süd) dar.

### Bildung
1999 gab es folgende Einrichtungen:
- Kindergärten: 113 Kindergartenplätze mit 126 Kindern
- Volksschulen: Marlene-Reidel-Grundschule mit 10 Lehrern und 208 Schülern
- Kinderkrippe: Kumhausener Storchennest, Eröffnung September 2008, maximal 40 Kinder in 3 Gruppen

## Persönlichkeiten

### Ehrenbürger
- Hans Fürst († 2016), Altbürgermeister[32]

### Persönlichkeiten mit Verbindung zur Gemeinde
- Marlene Reidel (1923–2014), Künstlerin, lebte von 1960 bis zu ihrem Tod im Jahr 2014 in Obergangkofen
- Rosi Steinberger (* 1960), Agrarwissenschaftlerin und Politikerin, Landtagsabgeordnete (Die Grünen), lebt seit 1995 in Kumhausen
- Norbert Kraut (* 1965), Wissenschaftler und Krebsforscher, lebt seit 2008 in der Gemeinde Kumhausen